# Chasseneuil-du-Poitou
Chasseneuil-du-Poitou település Franciaországban, Vienne megyében. Lakosainak száma 4776 fő (2022. január 1.). Chasseneuil-du-Poitou Avanton, Buxerolles, Migné-Auxances, Montamisé, Saint-Georges-lès-Baillargeaux és Jaunay-Marigny községekkel határos.

## Népesség
A település népességének változása:
| Lakosok száma | 4617 | 4732 | 4772 | 4704 | 4687 | 4692 | 4699 | 4767 | 4776 |
|               | 2013 | 2015 | 2016 | 2017 | 2018 | 2019 | 2020 | 2021 | 2022 |